# Léraba
Léraba är en provins i Burkina Faso.   Den ligger i regionen Cascades, i den sydvästra delen av landet, 400 km väster om huvudstaden Ouagadougou. Antalet invånare är 105 895. Huvudort är Sindou.